# كورت فولر
كورت فولر (بالإنجليزية: Kurt Fuller)‏ مواليد 16 سبتمبر 1953 في سان فرانسيسكو، هو ممثل أمريكي بدأ مسيرته الفنية سنة 1984.

## الأعمال

### أفلام
- بوشينج تين (1999)
- سكيري موفي (2000)
- الرجل الجديد (2002)
- إدارة الغضب (2003)
- راي (2004) (بدور: سام كلارك)
- السعي للسعادة (2006)
- سوبر هيرو موف (2008)
- منتصف الليل في باريس (2011) (بدور: جون)
- الأرض المتجمدة (2013)
- حب بالصدفة (2015)

### مسلسلات
- السائق نايت
- دياجنوسيز: موردر
- فجأة سوزان
- دارما وغريغ
- ذا براكتيس
- آلي مكبيل
- مالكوم في الوسط
- بوسطن العامة
- الجناح الغربي
- مباشر من بغداد
- القاضية إيمي
- مونك
- إيلياس
- لاس فيغاس
- هاوس
- المسحورات
- نعم عزيزي
- بوسطن ليغال
- ربات بيوت يائسات
- ذا 4400
- آفاتار: أسطورة أنج
- اسمي إيرل
- سي اس آي: التحقيق في موقع الجريمة
- بيتي القبيحة
- القرش
- غريز أناتومي
- ايلي ستون
- غلي
- خارق للطبيعة
- سايك
- دروب ديد ديفا
- ذا غود وايف
- فضيحة
- بونز
- أميريكان داد!

### ألعاب فيديو
- إل أيه نوار

## روابط خارجية
- كورت فولر على موقع IMDb (الإنجليزية)
- كورت فولر على موقع قاعدة بيانات الأفلام العربية
- كورت فولر على موقع ألو سيني (الفرنسية)
- كورت فولر على موقع أول موفي (الإنجليزية)
- كورت فولر على موقع قاعدة بيانات الأفلام السويدية (السويدية)
- كورت فولر على موقع إن إن دي بي (الإنجليزية)
- كورت فولر على موقع قاعدة بيانات الفيلم (الإنجليزية)
- كورت فولر على موقع كينوبويسك (الروسية)